# Arnaud Langel
Arnaud Langel (* 2. Juni 1985 in Pontarlier) ist ein französischer Biathlet.
Arnaud Langel lebt in Châtelblanc und startet für den RC Chaux Neuve. Seit 2000 betreibt er Biathlon. Seit 2004 trat er im Junioren-Europacup an. Bei seinem ersten Einsatz in Méribel kam er im Sprint auf Rang 34. In der folgenden Saison kam er als Neunter in Obertilliach erstmals unter die besten Zehn, in Ridnaun gewann er mit Alexis Bœuf, Vincent Jay und Damien Gehin ein Staffelrennen. Bei der nur wenig später stattfindenden Junioren-Weltmeisterschaft in Presque Isle gewann Langel mit der Staffel in derselben Besetzung Gold. Seine drei Einsätze in den Einzelrennen beendete er zwischen den Rängen 20 und 24. Auch die anschließende Junioren-Europameisterschaft in Langdorf brachte bei den Einzelstarts Ergebnisse zwischen Rang 24 und 25. Mit der Staffel, in der Jean Guillaume Beatrix Gehin ersetzte, gewann er dort die Bronzemedaille.
Seit 2006 tritt Langel im Biathlon-Europacup der Senioren an. Sein erster Einsatz war ein Sprintrennen zum Saisonauftakt in Obertilliach. Wenig später gewann er an selber Stelle als 21. in der Verfolgung erste Punkte. Ein Jahr später erreichte er als Vierter im Einzel in Obertilliach erstmals eine Top-Ten-Platzierung. Mehrere gute Ergebnisse folgten. Am Ende belegte Langel hinter seinem Landsmann Vincent Porret und dem Deutschen Toni Lang Rang drei in der Gesamtwertung. Bei den Europameisterschaften in Nové Město na Moravě wurde Platz neun im Einzel bestes Ergebnis.